# Indovinello

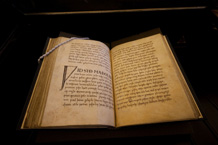
Il libro di Exeter è un manoscritto del IX secolo contenente testi poetici in antico inglese, tra cui degli indovinelli.

L'indovinello o enigma e, meno comunemente, enimma è un gioco enigmistico costituito da un testo, in prosa o in versi, che definisce, in forma indiretta, allegorica o figurata una parola la cui identificazione è lo scopo del gioco.

## Caratteristiche
Rispetto agli altri giochi enigmistici, in particolare quelli che ne derivano, l'indovinello presenta una struttura molto semplice. Non ha infatti diagrammi numerici che indichino la lunghezza della parola da trovare, anche perché, in assenza di termini legati fra loro da meccanismi precisi (gli schemi) ben si potrebbe ritenere altrettanto esatta la soluzione di chi trovasse un sinonimo della parola da indovinare, anziché quest'ultima.
Il gioco comprende dunque:
- la denominazione di "indovinello";
- un titolo che si riferisce al significato apparente;
- uno svolgimento che si riferisce pure al significato apparente ma cela quello reale.

Lo svolgimento si riferisce dunque in un senso al titolo, nell'altro alla soluzione. Il titolo può anche conferire maggior coerenza alla complessiva lettura, poiché è estremamente difficile sovrapporre i due significati senza incorrere in sbavature; tuttavia in ogni caso il titolo è il primo elemento che suggerisce al lettore l'interpretazione "fittizia" del testo. Anzi, spesso risulta così "ingannevole" che la migliore tecnica di soluzione consiglia di non leggerlo affatto.
Sul piano della metrica e della rima un'evoluzione radicale del gioco è sostenuta da Guido Iazzetta, che l'ha concretizzata in una delle sue invenzioni, il colibrì. Il colibrì è pur sempre un gioco in versi, ma del tutto svincolato dalle costrizioni formali. Solitamente i versi sono brevi e incisivi, il che permette al gioco di conservare la freschezza dell'indovinello canonico. Proprio per questa freschezza e spontaneità il suo ideatore l'ha metaforicamente accostato all'uccellino di piccole dimensioni capace di battere freneticamente le ali. Per lo stesso motivo ha chiamato con nomi evocanti il mondo dell'ornitologia le successive evoluzioni del colibrì: l'ibis, elegante e raffinato, e il marabù, sgraziato e goffo con la sua pungente ironia. Entrambi sono (ovviamente) di dimensioni maggiori. Tanto il colibrì quanto l'ibis e il marabù possono naturalmente contenere lo svolgimento di una combinazione enigmistica e dunque essere costituiti da più enigmi.

### Esempio
| Indovinello La vecchia nonna Lavora d'ago fino a mezzanotte per aggiustare le mutande rotte. (Il Mancino, 1948) |

Mitto tibi navem prora puppique carentem.
Si tratta di un indovinello storico. Significa "Ti mando una nave senza poppa e senza prua": togliendo infatti la prima e l'ultima lettera (la poppa e la prua) dalla parola latina "navem" si ottiene la parola "ave", il saluto romano. Si usava questo indovinello alla fine delle lettere.

### Metro e rima
In quanto gioco in versi, l'indovinello ha assunto specifiche caratteristiche di metrica e rima. La strofa, invece, può più frequentemente subire variazioni legate alla maggiore o minore incisività delle trovate: esistono quindi indovinelli (e altri giochi brevi) di tre, due o perfino un unico verso. La rima prevede, almeno in origine e nella quartina, l'unione dei versi a due a due, secondo gli schemi AABB (rima baciata), ABAB (rima alternata), ABBA (rima incrociata).
Tuttavia, la necessità di conciliare l'eleganza del componimento e la "forza" delle trovate enigmistiche in un tutto armonico ha permesso via via il superamento di questi schemi. Gli indovinelli oggi presentano anche semplici assonanze e, più in generale, tendono spesso a prevedere una rima sola: generalmente fra l'ultimo verso (che contiene le trovate più pregnanti e che si ricorda meglio) e uno dei precedenti. Ancora più a fondo, c'è oggi chi ritiene completamente superate queste esigenze: esistono così indovinelli del tutto privi di rima, o che si servono di artifici (versi tronchi e sdruccioli) per conservare una qualche musicalità dell'insieme. Pure sul piano metrico, nonostante la raccomandazione dei maggiori autori anche del passato recente di conservare le cadute canoniche (e specialmente di evitare quelle in quinta e settima sillaba), le regole non di rado sono violate.

## Difetti dell'indovinello
I principali difetti dell'indovinello, che sono poi in parte comuni agli altri giochi enigmistici, possono appartenere al testo o alla soluzione. È errata in primo luogo una soluzione specialistica. L'indovinello deve descrivere oggetti comuni, conoscibili il più possibile a tutti i solutori; diversamente rischia di risultare irrisolvibile. A maggior ragione ciò avviene nel caso di una soluzione atipica, difficile da individuare: sebbene si possa ammettere che l'indovinello descriva oggetti non elementari (es.: un cane da caccia piuttosto che un cane qualsiasi), è escluso che possa spingersi fino al punto di individuare una situazione troppo complessa (es.: un cane da caccia che punta la preda), magari usando addirittura una frase per soluzione. Pertanto si può dire che la soluzione non dev'essere troppo difficile, ed è anche importante evitare lo svolgimento di concetti astratti.
D'altra parte, l'indovinello non può essere nemmeno troppo facile: non nel senso di dover comunque richiedere un certo grado di impegno al solutore, ma nel senso di non poter banalmente descrivere l'oggetto da scoprire (descrittivismo). L'errore, in questo caso, è nel testo, che sovrappone due significati troppo vicini fra loro (es.: l'amico fedele e il cane). Altri errori pertinenti al testo sono la macrologia e l'equipollenza. Il primo termine indica l'uso esplicito della parola da indovinare nel titolo o nel testo dell'indovinello; il secondo si riferisce invece all'uso di parole comunque etimologicamente legate alla soluzione. La ragione di questi "divieti" è nel fatto che il solutore procede (anche) per esclusione: individuato un campo semantico, lo restringe scartando via via tutto ciò che è "visibile" nel gioco. È allora anche importante che questo non offra descrizioni troppo generiche (vaghezza): un errore, stavolta del testo, che farebbe di nuovo risultare troppo difficile l'indovinello.

## I giochi a incognite
L'enigmistica classica è l'enigmistica dei bisensi, imperniata sul ragionamento e sull'interpretazione; ma la forma del gioco breve ne travalica i confini, costituendo un genere dell'enigmistica popolare. Questa, oltre al cruciverba, comprende infatti anche i giochi in versi. Naturalmente non nella forma dell'indovinello, poiché non esiste altro modo latamente enigmistico di celare un unico concetto se non ricorrendo alle ambiguità di significato. Si tratta dunque di giochi a significato univoco, riconducibili all'enigmistica per il solo fatto di sfruttare una combinazione. Questa però non viene definita da enigmi, ma nascosta nel testo dell'epigramma con l'uso di incognite (x, y, z), ciascuna delle quali rappresenta una lettera, e che si differenziano da parola a parola.
Così, la sciarada osti + nazione = ostinazione dell'esempio, apparirebbe criptata dalle "parole" xxxx, yyyyyyy e xxxxyyyyyyy nel corpo del breve. A volte, per agevolare il compito del solutore, alcuni di questi segmenti di chiave finiscono in fondo al verso, così da suggerire che rimano con un'altra parola. È relativamente facile e "meccanico" ricavare la soluzione di un gioco a incognite; e per gli stessi autori il genere è sicuramente più agevole del doppio soggetto, purché si riesca a conciliare in un unico testo coerente le parti non sempre attinenti fra loro della combinazione. L'enigmistica popolare dunque si impernia principalmente sul nozionismo; tuttavia non è disprezzata, costituendo spesso un valido trampolino verso l'enigmistica classica.

## Gli indovinelli nella cultura
- Mitologia. L'indovinello forse più celebre della storia è quello rivolto dalla Sfinge, secondo la mitologia greca, ai passanti che si recavano a Tebe: quale fosse l'animale che al mattino camminava a quattro zampe, a mezzogiorno con due e alla sera con tre (l'uomo). Per altre versioni c'era un secondo indovinello: quali fossero le sorelle di cui la prima genera la seconda e la seconda di nuovo la prima (il giorno e la notte, i cui nomi sono entrambi di genere femminile in greco). La leggenda fa risolvere l'"enigma della Sfinge" a Edipo di ritorno a Tebe.
- Letteratura. Nel romanzo Lo Hobbit di Tolkien, l'incontro fra Gollum e Bilbo Baggins si trasforma in una battaglia di indovinelli. Lo scontro è alla pari finché Bilbo non decide di barare, sottoponendo all'avversario una domanda che non è un indovinello: "cos'ho in tasca?".
- Cinema. Nel film di Roberto Benigni premiato con l'Oscar, La vita è bella, il protagonista Guido Orefice e un ufficiale nazista si sfidano vicendevolmente a risolvere indovinelli.
- Musica. Il brano Steel Monkey dei Jethro Tull ha la forma di un lungo indovinello.

## Elenco autori
Aldo Vitali, Gianfranco Riva, Marino Dinucci, Sergio Bertolotti, Renato Zaccagnini, Cesare Pardera, Aldo Nugnes, Renato Santini, Moreno Gagliardoni, Gianni Ruello, Pier Antonio Parisotto, Adolfo Maccario, Guido Iazzetta, Ida D'Orazio,Alfredo Baroni e altri.